# Passiflora mayarum
Passiflora mayarum är en passionsblomsväxtart som beskrevs av J.M. Macdougal. Passiflora mayarum ingår i släktet passionsblommor, och familjen passionsblomsväxter. Inga underarter finns listade i Catalogue of Life.